# گروس لاش
گروس لاش (به آلمانی: Groß Laasch) یک شهر در آلمان است که در لودویگسلوست-پارشیم واقع شده‌است. گروس لاش ۱٬۰۴۶ نفر جمعیت دارد.